# Claudette Actis
Claudette Actis épouse Schuab (née le 3 décembre 1939 à Nice) est une athlète française, spécialiste des courses de demi-fond.

## Biographie
Claudette Actis est médaillée d'argent du 100 mètres aux Jeux de l'Amitié en 1963 à Dakar.
Elle est sacrée championne de France du 800 mètres en 1966 à Colombes.
Son record personnel sur 800 m, établi en 1968, est de 2 min 7 s 2.